# Obsèques de Qassem Soleimani

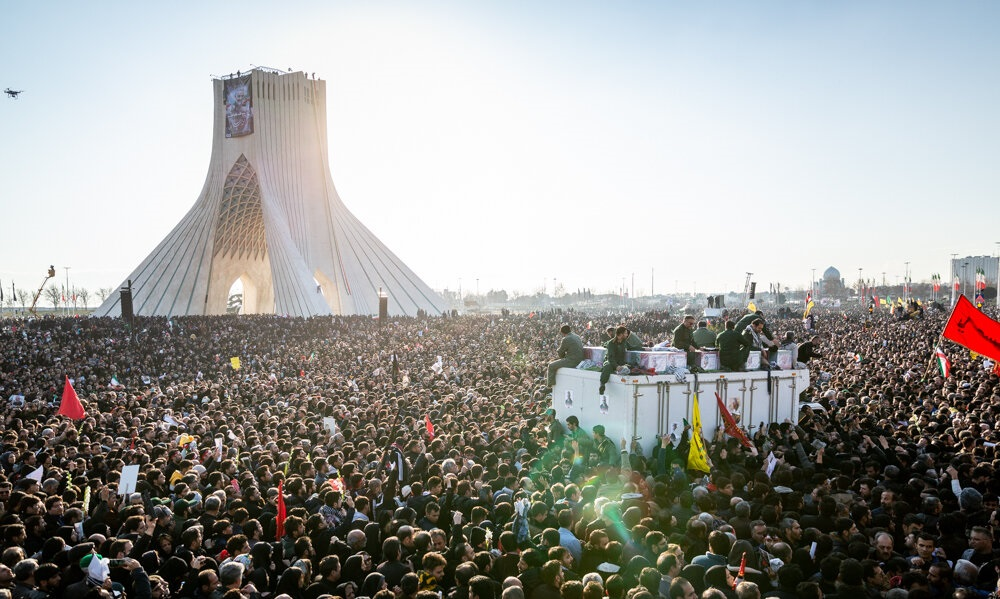
Les personnes en deuil à la place Azadi, Téhéran.

Les funérailles de Qassem Soleimani, un général iranien du Corps des Gardiens de la révolution islamique (CGRI), ont lieu du 4 au 7 janvier 2020 dans certaines villes d'Irak et d'Iran  (Bagdad, Kerbala, Nadjaf, Ahvaz, Mechhed, Téhéran, Qom et sa ville natale Kerman). La cérémonie funéraire de Soleimani à Téhéran a été décrite comme « la plus importante en Iran depuis les funérailles du Marja-e taqlid Rouhollah Khomeini », fondateur de la République islamique d'Iran, qui avaient réuni plus de 10 millions de personnes dans la même ville en juin 1989,,,.
Le 7 janvier 2020, une bousculade a lieu lors de la procession funéraire à Kerman, tuant au moins 56 personnes et en blessant plus de 200. En conséquence, l'enterrement de Soleimani a été annulé.
Le 14 janvier 2020, le porte-parole du Corps des Gardiens de la révolution islamique, le général de brigade Ramezan Sharif, déclare qu'environ 25 millions de personnes ont pris part aux obsèques de Qassem Soleimani, rien que dans 5 villes (Ahvaz, Mechhed, Téhéran, Qom et Kerman). Si cette information venait à être confirmée, cela ferait des funérailles de Qassem Soleimani les plus grandes de l'histoire de l'humanité.

## Irak
Le 5 janvier, un cortège funèbre pour Qassem Soleimani a eu lieu à Bagdad en présence de milliers de personnes en deuil, agitant des drapeaux irakiens et de milice et scandant « mort à l'Amérique, mort à Israël ». Le cortège a commencé au Mausolée Al-Kadhimiya à Bagdad. Le Premier ministre irakien, Adel Abdel-Mehdi, et les chefs des milices soutenues par l'Iran ont assisté au cortège funèbre. Les restes du corps de Soleimani ont été transportés dans les villes saintes chiites de Karbala et Najaf.

## Mechhed et Ahvaz
La télévision d'État iranienne a estimé qu'il y avait des millions de personnes en deuil à Ahvaz et Mechhed le 5 janvier.

## Téhéran et Qom

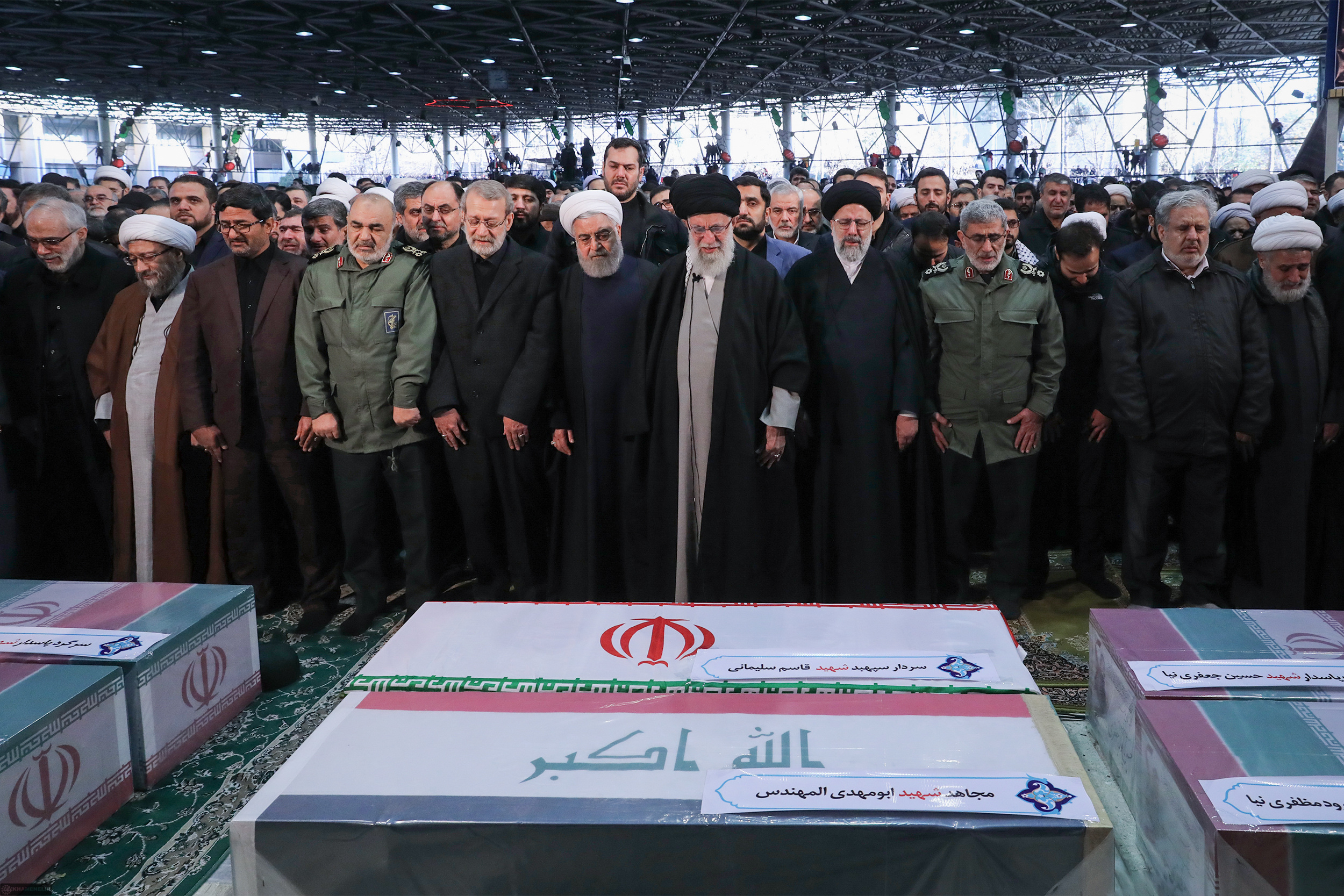
Ali Khamenei et d'autres responsables iraniens pleurent Soleimani

CNN a décrit le nombre de personnes en deuil qui ont participé aux funérailles de Téhéran avec « une mer de gens » lundi. La télévision d'État iranienne a rapporté des estimations de millions de personnes en deuil là-bas. Les personnes en deuil avaient entre les mains les photos de Soleimani, criaient « mort en Amérique ». L'imagerie satellite a montré que les personnes rassemblées s'étalaient de la « place Azadi et sur près de 6 kilomètres le long de la rue Azadi dans le centre de Téhéran ». Les journalistes d'Associated Press ont estimé « une participation d'au moins 1 million » à Téhéran. L'ayatollah Ali Khamenei a prié sur le corps de Soleimani lors des funérailles aux côtés du président iranien Hassan Rohani et d'autres responsables. Le général Ismael Qaani a pleuré sur son cercueil.

## Kerman
Selon France 24, le nombre de personnes en deuil qui ont assisté au cortège funèbre de Kerman, Téhéran, Qom, Mashhad et Ahvaz étaient à peu près les mêmes. La BBC a déclaré qu'il y avait des chants répandus de « mort à l'Amérique » et de « mort à Trump ». Lors du cortège funèbre de l'ayatollah Khomeini en 1989, huit personnes ont été tuées dans une bousculade, également due en partie à des difficultés à contenir la foule massive.
Soleimani avait demandé avant sa mort d'être enterré à côté de son camarade de guerre Mohammad-Hossein Yousefollahi. Il a demandé une pierre tombale simple « semblable à [ses] camarades chahid » et portant l'inscription « Soldat Qassem Soleimani » (سرباز قاسم سلیمانی), sans titre honorifique,.
Le 3 janvier 2024, quatre ans après sa mort, des attentats à la bombe font une centaine de morts à Kerman, lors de commémorations près sa tombe.

## Bousculade et annulation d'inhumation
Le 7 janvier 2020, un écrasement de bousculade a lieu lors du cortège funèbre de Soleimani à Kerman, tuant au moins 56 personnes en deuil et en blessant plus de 200. Le chef du comité d'inhumation, Mehdi Sadafi, a déclaré à l'agence de presse officielle ISNA que l'enterrement de Suleimani avait été annulé après la bousculade.

## Réactions
Il était considéré comme un héros et un modèle pour une très grande proportion de la population iranienne. Sa mort a engendré un grand moment d'union nationale par delà les factions religieuses et politiques.
Commentant les photos de la foule immense lors des funérailles de Téhéran, le ministre iranien des Affaires étrangères, Mohammad Djavad Zarif a tweeté : « Imaginez-vous toujours que vous pouvez briser la volonté de cette grande nation et de son peuple ? La fin de la présence malveillante des États-Unis en Asie de l'Ouest a commencé ».